# Daumeçargues
Daumeçargues (en francès Domessargues) és un municipi francès situat al departament del Gard i a la regió d'Occitània.